# Ecuaciones diferenciales autónomas
En matemáticas, una ecuación diferencial autónoma es una ecuación diferencial que no depende explícitamente de la variable independiente.

## Definición
Una ecuación autónoma de orden {\displaystyle n} es una ecuación diferencial ordinaria de la forma:{\displaystyle {\displaystyle x^{n}(t)=f(x(t),x^{\prime }(t),x^{\prime \prime }(t),...,x^{n-1}(t))},}donde {\displaystyle x(t)} toma valores en un Espacio euclídeo. Son casos particulares de ecuaciones diferenciales ordinarias de orden {\displaystyle n} en los que la función no depende explícitamente del parámetro {\displaystyle t} (que habitualmente se interpreta como tiempo). En particular, una ecuación autónoma de orden 1 es de la forma{\displaystyle {\displaystyle {\frac {d}{dt}}x(t)=f(x(t))}.}Un punto {\displaystyle a\in \mathbb {R} } se dice punto crítico de la ecuación diferencial si cumple {\displaystyle f(a)=0}.

## Propiedades de las soluciones

### Invarianza por traslaciones
Si {\displaystyle x(t)} es solución de la ecuación diferencial, entonces toda traslación suya también lo es.
| Demostración |
| Sea {\displaystyle x(t)} una solución particular con dominio {\displaystyle I}. Por lo tanto, para todo {\textstyle t\in I}, {\displaystyle x(t)} verifica {\displaystyle {\frac {d}{dt}}x(t)=f(x(t)).} Ahora, para cada {\displaystyle t_{0}\in \mathbb {R} }, sea {\displaystyle x_{t_{0}}(t)=x(t-t_{0})} una traslación de la solución. Veamos ahora que {\displaystyle x_{t_{0}}(t)} también es una solución a la ecuación autónoma. Usando la definición de {\displaystyle x_{t_{0}}(t)}, la regla de la cadena y que {\displaystyle x(t)} es solución, se tiene que: {\displaystyle {\frac {d}{dt}}x_{t_{0}}(t)={\frac {d}{dt}}x(t-t_{0})=f(x(t-t_{0}))=f(x_{t_{0}}(t)).} Por lo tanto, {\displaystyle x_{t_{0}}(t)} es solución de la ecuación autónoma con dominio {\textstyle \{t:t-t_{0}\in I\}}. |

### Monotonía de las soluciones no constantes
Si la ecuación {\textstyle x'(t)=f(x(t))} tiene solución única para todo dato inicial y {\textstyle f} es una función continua, entonces toda solución no constante es estrictamente monótona. 
| Demostración |
| Sea {\textstyle x_{1}(t)} una solución de la ecuación. Basta ver que, o bien {\textstyle x_{1}(t)} es constante, o bien {\textstyle x_{1}'(t)\neq 0} en todo punto. Si {\textstyle x_{1}'(t)} no es idénticamente nula, entonces {\textstyle \exists t_{0}} tal que {\textstyle x'(t_{0})=0}, es decir, {\textstyle t_{0}} es un punto crítico de la ecuación. Por lo tanto, la función constante {\textstyle x_{2}(t)=x_{1}(t_{0})} es también solución. Aplicando la hipótesis de unicidad se tiene que {\textstyle x_{1}(t)=x_{2}(t)}. |

## Existencia de soluciones
Para cada dato inicial {\displaystyle x_{0}}, el problema de Cauchy o de valores iniciales  
{\displaystyle {\displaystyle {\begin{cases}x^{\prime }(t)=f(x(t))\\x(t_{0})=x_{0}\quad ,\end{cases}}}}
con {\textstyle f} una función continua tiene, por lo menos, una solución definida en un entorno de  {\textstyle {t_{0}}}. 
| Demostración |
| En primer lugar, si {\textstyle f(x_{0})=0}, la función constante {\textstyle x(t)=x_{0}} es solución. En efecto, {\textstyle x'(t)=0=f(x_{0})=f(x(t))} y claramente {\textstyle x(t)=x_{0}} cumple la condición inicial. En caso de que {\textstyle f} no se anule en {\textstyle {x_{0}}} y dado que {\textstyle f} es una función continua, existe todo un entorno de {\textstyle {x_{0}}} donde {\textstyle f} no se anula. En ese entorno, la siguiente expresión tiene sentido puesto que el denominador es distinto de cero en todo punto:{\displaystyle {\frac {x'(t)}{f(x(t))}}=1.} Definimos para todo punto del intervalo donde {\textstyle f} no se anula la siguiente función: {\displaystyle F_{x_{0}}(x):=\int _{x_{0}}^{x}{\frac {1}{f(s)}}ds}. Usando esta nueva función, la regla de la cadena y el teorema fundamental del cálculo, la ecuación se puede escribir alternativamente de la siguiente forma: {\displaystyle {d \over dt}{\Big (}F_{x_{0}}(x(t)){\Big )}={d \over dx}{\Big (}F_{x_{0}}(x){\Big )}\cdot {d \over dt}{\Big (}x(t){\Big )}={\frac {1}{f(x)}}\cdot x'(t)=1.} Integrando ambos lados entre {\textstyle t_{0}} y {\textstyle t} y usando la condición inicial {\displaystyle x({t_{0}})=x_{0}} se tiene {\displaystyle F_{x_{0}}(x(t))-F_{x_{0}}(x(t_{0}))=F_{x_{0}}(x(t))=t-t_{0}.} Nótese que {\textstyle F_{x_{0}}} es una función monótona al ser la integral de una función que no cambia de signo ({\textstyle f} no se anula) en todo el intervalo de integración. Por lo tanto, {\textstyle F_{x_{0}}} es biyectiva en su imagen y su inversa está bien definida. Así pues, aplicando la inversa a ambos lados, se obtiene la solución local {\displaystyle x(t)=F_{x_{0}}^{-1}(t-t_{0}).} |

## Unicidad de soluciones
Para el estudio de unicidad del problema de Cauchy  se ha de distinguir entre datos iniciales que sean puntos críticos de {\textstyle f} y el resto de puntos.

### Datos iniciales que no sean puntos críticos
Dado un punto inicial {\displaystyle x(t_{0})=x_{0}} que verifica {\displaystyle f(x_{0})\neq 0} (con {\textstyle f} una función continua en {\textstyle x_{0}}), existe una única solución al problema de Cauchy. 
| Demostración |
| Sea {\displaystyle \mathbb {\Phi } (t)} una solución definida en un entorno de {\displaystyle x_{0}} distinta a la construida en el apartado anterior. Tomando la composición de {\textstyle F_{x_{0}}(\mathbb {\Phi } (t))} y derivando se obtiene lo siguiente: {\displaystyle {d \over dt}{\Big (}F_{x_{0}}(\mathbb {\Phi } (t)){\Big )}=F_{x_{0}}^{'}(\mathbb {\Phi } (t))\cdot \mathbb {\Phi } '(t)={\frac {1}{f(\mathbb {\Phi } (t))}}\cdot f(\mathbb {\Phi } (t))=1.} Así pues, {\textstyle F_{x_{0}}(\mathbb {\Phi } (t))\circ \mathbb {\Phi } (t)=t}. Es decir, la función {\displaystyle \mathbb {\Phi } (t)} es la inversa de {\textstyle F_{x_{0}}} y, por ende, no es una solución distinta a la ya construida. |

### Puntos críticos como dato inicial
Para los puntos críticos, el estudio de la inversa de la solución, {\displaystyle F_{x_{0}}}, sirve para determinar la unicidad. Si la solución es única, es decir, la recta horizontal {\textstyle x(t)=a} (con {\displaystyle a} un punto crítico) es una asíntota horizontal de la solución, {\displaystyle F_{x_{0}}} presentará una asíntota vertical. Por el contrario, si la solución no es única, la inversa de la solución no tendrá una asíntota vertical. Por lo tanto, la unicidad de las soluciones para cada punto crítico {\displaystyle a} se reduce al estudio de la integral impropia {\textstyle \lim _{x\to a}\int _{x_{0}}^{x}{\frac {1}{f(s)}}ds} . Si la integral converge la solución no es única, mientras que si diverge, hay unicidad. 

## Puntos críticos y estabilidad
Se llaman soluciones estacionarias de la ecuación autónoma de primer orden {\displaystyle {\displaystyle {\displaystyle x^{\prime }(t)=f(x(t))}}} a todas las funciones constates de la forma {\displaystyle {\textstyle {\displaystyle x(t)=a}}} , siendo {\displaystyle a}  un punto crítico. 
Dado el problema de Cauchy{\displaystyle {\displaystyle {\begin{cases}x^{\prime }(t)=f(x(t))\\x(0)=x_{0}\quad ,\end{cases}}}}
sea {\displaystyle x=a} un punto crítico. Diremos que {\displaystyle x(t)=a} es una solución estable si dado {\displaystyle {\displaystyle \epsilon >0}}, existe {\displaystyle {\displaystyle \delta >0}} tal que para todo punto {\displaystyle {\displaystyle x_{0}\in U}} con {\displaystyle {\displaystyle |x_{0}-a|<\delta }} se tiene que la solución maximal {\displaystyle {\displaystyle x(t)}} del problema de valor inicial está definida para todo {\displaystyle {\displaystyle t\in [0,\infty )}} y {\displaystyle {\displaystyle |x(t)-a|<\epsilon ,\quad t\in [0,\infty )}}. Por otro lado, diremos que a es asintóticamente estable si es estable y además existe {\displaystyle {\displaystyle r>0}} tal que si {\displaystyle {\displaystyle |x_{0}-a|<r}}, entonces la solución {\displaystyle {\displaystyle x(t)}}  del problema de valor inicial verifica: {\displaystyle {\displaystyle \lim _{t\to \infty }|x(t)-a|=0.}} Finalmente, diremos que {\displaystyle a} es inestable si no es estable.
Un criterio para establecer el comportamiento de las soluciones estacionarias es el signo de {\displaystyle f'(a)}. Si {\displaystyle {\displaystyle f^{\prime }(a)<0}} entonces {\displaystyle a} es asintóticamente estable. Si {\displaystyle {\displaystyle f^{\prime }(a)>0}} entonces {\displaystyle a} no es estable. En el caso de que la derivada sea igual a 0, no se puede concluir nada.

## Ejemplo
La ecuación diferencial {\displaystyle {\displaystyle y(x)'=\left(2-y(x)\right)y(x)}} es autónoma. El siguiente código de MATLAB genera una gráfica en la que se muestran

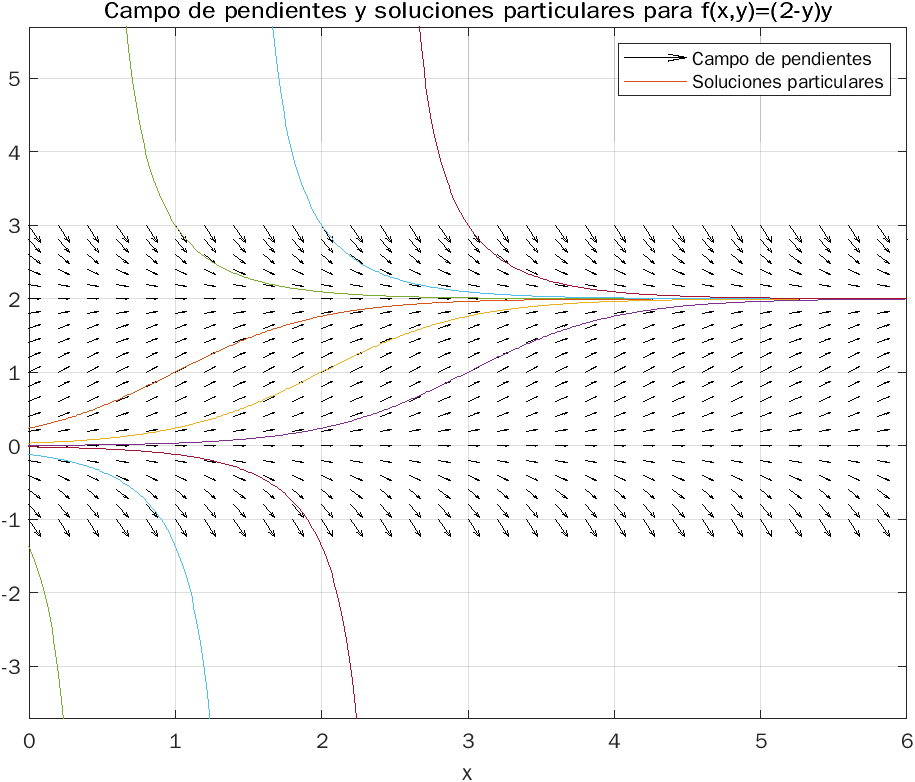
Campo de pendientes y soluciones

algunas soluciones particulares de la ecuación para distintos datos iniciales. Además en él se grafican los campos de pendientes.
Por otro lado se hallan las soluciones estacionarias {\displaystyle y=0} e {\displaystyle y=2},

y {\displaystyle {\frac {2e^{2x}}{C_{1}+e^{2x}}}} como solución que depende de la constante {\displaystyle C_{1}\in \mathbb {R} }.
```
Ffun
 
=
 
@(
X
,
 
Y
)(
2
 
-
 
Y
)
 
.*
 
Y
;
 
% función f(x,y)=(2-y)y

[
X
,
 
Y
]
 
=
 
meshgrid
(
0
:
.2
:
6
,
 
-
1
:
.2
:
3
);
 
% tamaños de la gráfica

DY
 
=
 
Ffun
(
X
,
 
Y
);
 
DX
 
=
 
ones
(
size
(
DY
));
 
% valores de la gráfica

quiver
(
X
,
 
Y
,
 
DX
,
 
DY
,
 
'k'
);
 
% graficamos el campo de pendientes en negro

hold
 
on

title
(
'Campo de pendientes y soluciones particulares para f(x,y)=(2-y)y'
)

syms
 
y(x)
;

equation
 
=
 
(
diff
(
y
)
 
==
 
(
2
 
-
 
y
)
 
*
 
y
);

% resolvemos la ecuación diferencial para hallar una solución general

y_general
 
=
 
dsolve
(
equation
);

% resolvemos para distintos valores iniciales

y1
 
=
 
dsolve
(
equation
,
 
y
(
1
)
 
==
 
1
);
 
y2
 
=
 
dsolve
(
equation
,
 
y
(
2
)
 
==
 
1
);

y3
 
=
 
dsolve
(
equation
,
 
y
(
3
)
 
==
 
1
);
 
y4
 
=
 
dsolve
(
equation
,
 
y
(
1
)
 
==
 
3
);

y5
 
=
 
dsolve
(
equation
,
 
y
(
2
)
 
==
 
3
);
 
y6
 
=
 
dsolve
(
equation
,
 
y
(
3
)
 
==
 
3
);

% graficamos las soluciones

ezplot
(
y1
,
 
[
0
 
6
]);
 
ezplot
(
y2
,
 
[
0
 
6
]);
 
ezplot
(
y3
,
 
[
0
 
6
]);

ezplot
(
y4
,
 
[
0
 
6
]);
 
ezplot
(
y5
,
 
[
0
 
6
]);
 
ezplot
(
y6
,
 
[
0
 
6
]);

legend
(
'Campo de pendientes'
,
 
'Soluciones particulares'
);

grid
 
on
;

```